# Vinitharius
Vinitharius (auch Winithar oder Vinithar; gestorben 376) war ein möglicher Anführer (rex) der Greutungen um 375/76.
Vinitharius wird nur von Jordanes in dessen Werk Getica erwähnt. Er soll im Jahr 375 nach dem Tod Ermanarichs neuer Anführer der Greutungen geworden sein. Ammianus Marcellinus berichtete dagegen, Vithimiris sei Nachfolger Ermanarichs gewesen. István Bóna übersetzt den Namen (Venetwend) mit „Slawensieger“.
Vinitharius soll gegen Anten unter ihrem Führer Boz gekämpft haben. Er habe sie besiegt und ließ Boz, seine acht Söhne und 70 Vornehme der Anten kreuzigen. Im Jahr 376 soll Vinitharius durch den mit den Amalern verbündeten Hunnenführer Balamir am südukrainischen, bis heute nicht identifizierten Fluss Erak getötet worden sein. Balamir nahm dann Vinitharius’ Tochter zur Frau.
Die Darstellung der Ereignisse ist problematisch, nicht zuletzt hinsichtlich der Einbeziehung der Anten, für deren Auftauchen im 4. Jahrhundert nur Jordanes’ Schilderung als Beleg existiert, während sie für das 6. Jahrhundert sicher belegt sind. Teils wird Vinitharius daher auch als Fiktion betrachtet. Anderer Forscher betrachten hingegen die Schilderung bei Jordanes als ungenau bzw. nehmen an, dass es sich bei den Anten des 4. Jahrhunderts um eine frühe (nicht slawisierte) Gruppe gehandelt habe. Vinitharius habe demnach durchaus existiert und ist eventuell mit Vithimiris gleichzusetzen, wobei es sich bei Vinitharius um einen Prunknamen gehandelt habe. Es kann auch nicht ausgeschlossen werden, dass die Greutungen sich verschiedenen Anführern unterstellten, eben Vinitharius und Vithimiris.